# 沈国放
沈国放（1952年—），江苏常熟人，曾任中国常驻联合国副代表、特命全权大使、中华人民共和国外交部部长助理、世界知识出版社总编辑等职。

## 簡歷
1969年，高中毕业后他到常熟农村插队，在三年期间自学完相当外语学院的英语系课程。1971年当工人的他开始学日语。1974年，他在没有单位推荐信的情形下，毛遂自荐，用日语写了一封信给北京外国语学院的教授，最后以优异的成绩考入北外。1978年毕业后分配到外交部工作。
1984年到1993年期间，沈国放担任前外长钱其琛的首席助理。在1993年至1998年任中华人民共和国外交部发言人，1996年任外交部新闻司司长，1998年被派往美國紐約成為中國常駐聯合國副代表、大使。2003年3月出任外交部部長助理，主管国际司、新聞司、領事司事務，亦短期參與主管亞洲司的工作。
沈国放在2005年12月28日突然被解除职务，降职（由部长助理降为正司局级的总编辑）注：部长助理为中组部直属正司级，属于降职不降级的边缘化，到外交部下属事业单位世界知识出版社工作。12月29日，中国外交部发言人秦刚证实沈国放被调往出版社担任总编辑。
沈国放被调职真正原因目前尚不清楚，引起多方揣测，众说纷纭。有传因中银纽约分行诈骗案受牵连；也有傳言他因為與香港女記者搭上了而被撤職，还有傳言指因為與香港記者太親近而被指生活不夠檢點。
但根據香港一份雜誌報導，指沈國放是因為外交部內部的派系鬥爭，被唐家璇一系排擠而離開。亦有传言沈因泄露重大国家机密而被秘密处决，但随着他的公开露面而成为谣言。
目前已不再担任世界知识出版社总编辑一职。